# Thouroutenaere

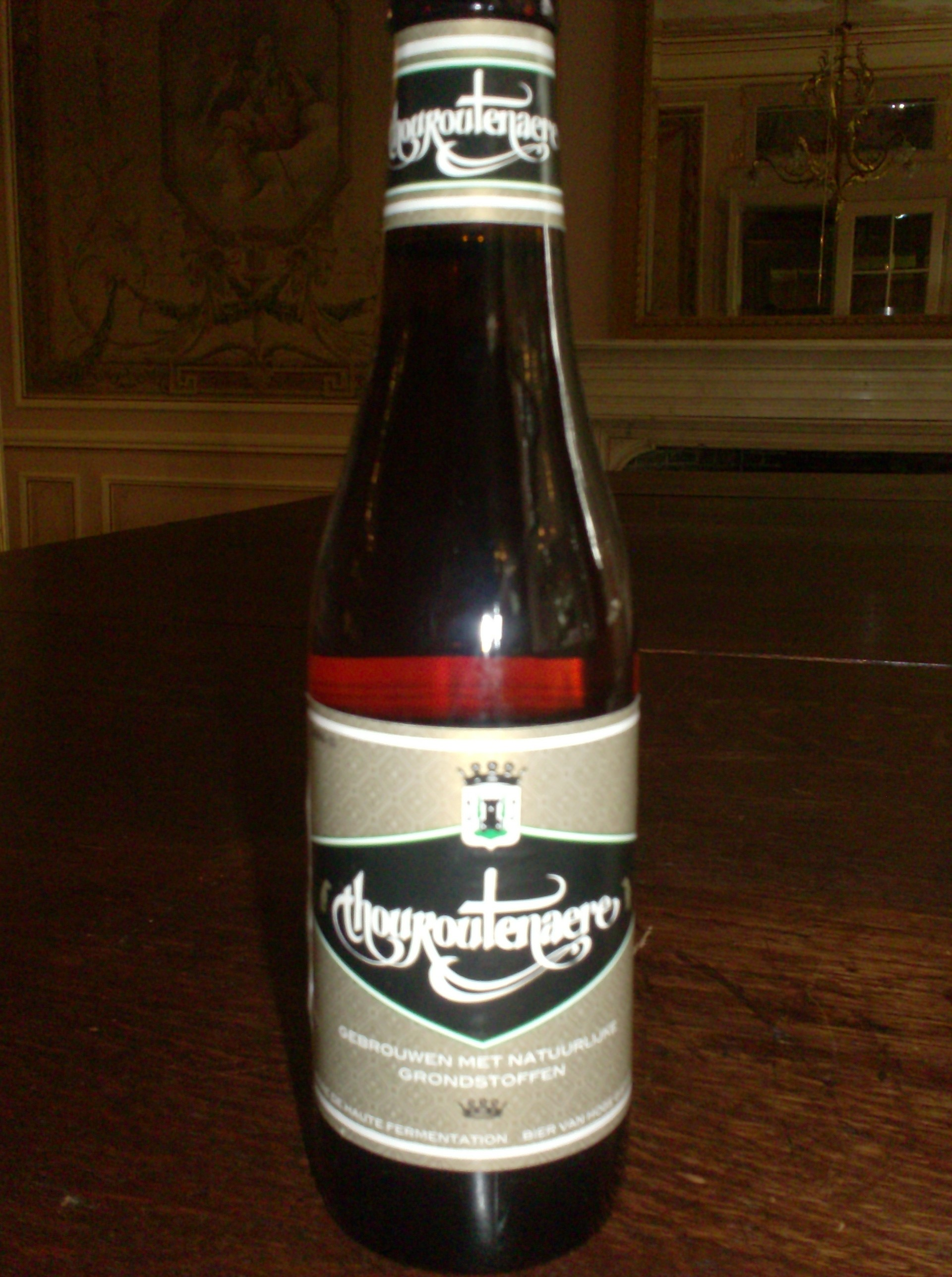

Thouroutenaere was een goudkleurig Belgisch streekbier van hoge gisting (alcoholvolume 8,5%) uit Torhout.

## Geschiedenis
In 1987 werd het bier voor de eerste maal geschonken in Torhout. Het werd toen nog in brouwerij Louwaege in Kortemark gebrouwen. In 2002 werd de brouwerij echter overgenomen door brouwerijgroep Alken-Maes. Deze besliste om alle bieren van Louwaege, behalve Hapkin, niet meer te brouwen. Er bleef echter nog steeds grote vraag naar Thouroutenaere. De West-Vlaamse Drankencentrale besliste om het bier te laten brouwen door brouwerij Lefebvre in Quenast. De smaak werd wel behoorlijk aangepast, zodat het bier niet meer zo goed in de smaak viel bij het publiek. 
Alken-Maes nam eind 2003 de West-Vlaamse Drankencentrale over en opnieuw werd het brouwen van de Thouroutenaere gestaakt. In 2004 nam het stadsbestuur van Torhout het heft in handen om Alken-Maes te overtuigen opnieuw het streekbier uit te brengen. Eind augustus van dat jaar werd het bier opnieuw verdeeld, niet in flesjes van 25 cl maar van 33 cl.